# Komalwy
Komalwy (deutsch Komalmen) ist ein Ort in der polnischen Woiwodschaft Ermland-Masuren. Er gehört zur Landgemeinde Świątki (Heiligenthal) im Powiat Olsztyński (Kreis Allenstein).

## Geographische Lage
Komalwy liegt südwestlich des Zaunsees (polnisch Jezioro Sunia) in der nordwestlichen Woiwodschaft Ermland-Masuren, 29 Kilometer südwestlich der einstigen Kreisstadt Heilsberg (polnisch Lidzbark Warmiński) bzw. 23 Kilometer nordwestlich der heutigen Kreismetropole Olsztyn (deutsch Allenstein).

## Geschichte
Das einstige Komalmen, ein Dorf mit einem Rittergut und großem Park, existierte bereits im Mittelalter und war eine Zeit lang im Besitz der Herren von Baysen, die sich gerne auch Herren von Komalmen nannten. Im 18. Jahrhundert gehörte das Gut der Familie von Hatten; hier wurde der königlich-preußische Hauptmann Ludwig Sigismund von Hatten 1732 geboren und starb hier 1784. Auch der Major Gottfried Joseph Adalbert von Hatten erblickte auf Komalmen 1771 das Licht der Welt; er war Herr auf Komalmen und auch auf Drosdowen (1934 bis 1945 Drosten, polnisch Drozdowo), wo er 1849 starb.
Im Jahre 1874 wurde der Gutsbezirk Komalmen in den neu errichteten Amtsbezirk Heiligenthal (polnisch Świątki) eingegliedert. Er gehörte zum ostpreußischen Kreis Heilsberg, dessen Landrat von 1864 bis 1894 der aus Komalmen gebürtige Baron Theodor von Saß war.
Anfang des 20. Jahrhunderts wechselte der Gutsbesitz Komalmens von der Familie von Saß zur Familie Packheiser. Sie betrieb hier hauptsächlich Vieh- und Pferdezucht.
Komalmen zählte im Jahre 1910 44 Einwohner. Am 30. September 1928 verlor der Gutsbezirk Komalmen seine Eigenständigkeit und wurde in die Landgemeinde Heiligenthal integriert.
Mit der Abtretung des gesamten südlichen Ostpreußen 1945 in Kriegsfolge an Polen erhielt Komalmen zunächst die polnische Namensform „Komaluzy“ und wurde dann „Komalwy“ genannt. Der Ort ist heute eine Osada (= „Siedlung“) innerhalb der Landgemeinde Świątki (Heiligenthal) im Powiat Olsztyński (Kreis Allenstein), von 1975 bis 1998 der Woiwodschaft Olsztyn,
seither der Woiwodschaft Ermland-Masuren zugehörig.
Das Gutshaus Komalmen hat sich über die Jahre in leidlichem Zustand erhalten. Es stammt aus der zweiten Hälfte des 19. Jahrhunderts und ist mit sieben Fensterachsen versehen. Mitte der 1990er Jahre hat es Sanierungsarbeiten gegeben, die jedoch nicht abgeschlossen wurden.

## Religion
Komalwy gehört heute – wie Komalmen bis 1945 – zur römisch-katholischen Pfarrei Świątki (Heiligenthal), jetzt im Erzbistum Ermland gelegen.
Außerdem war Komalmen bis 1945 in die evangelische Kirche Regerteln (polnisch Rogiedle) in der Kirchenprovinz Ostpreußen der Kirche der Altpreußischen Union eingegliedert. Heute gehört das Dorf zur Diözese Masuren der Evangelisch-Augsburgischen Kirche in Polen.

## Verkehr
Komalwy liegt an einer Nebenstraße, die von Świątki über Żardeniki (Scharnigk) und Rogiedle (Regerteln) nach Zagony (Sommerfeld) führt. Eine Bahnanbindung besteht nicht.

## Persönlichkeiten
- Theodor von Saß (* 16. August 1833 auf Komalmen; † 16. Juni 1894 ebenda), deutscher Verwaltungsbeamter, Landrat und Rittergutsbesitzer
- Theodor von Saß (* 18. August 1881 auf Komalmen), deutscher evangelischer Pfarrer in Königsberg (Preußen), Memel und Wismar, auch Schriftsteller und Chefredakteur († 1958)